# Philadelphia Eagles 2007
La stagione sportiva 2007 dei Philadelphia Eagles è stata la 75ª della squadra disputata nella National Football League. Gli Eagles hanno giocato le partite in casa al Lincoln Financial Field di Filadelfia. Per la 9ª stagione consecutiva la squadra è stata guidata dall'allenatore capo Andy Reid.
La squadra ha terminato la stagione regolare con un risultato di 8 vittorie e 8 sconfitte classificandosi al quarto e ultimo posto della NFC East, non qualificandosi così per i play-off.

## Roster
| Roster dei Philadelphia Eagles del 2007 |
| --- |
| Quarterback - 14 A.J. Feeley - 4 Kevin Kolb - 5 Donovan McNabb Running Back - 28 Correl Buckhalter KR - 29 Tony Hunt - 25 Reno Mahe PR - 38 Thomas Tapeh FB - 36 Brian Westbrook Wide Receiver - 81 Jason Avant - 84 Hank Baskett - 86 Reggie Brown - 80 Kevin Curtis - 19 Michael Gasperson - 83 Greg Lewis Tight End - 87 Brent Celek - 89 Matt Schobel - 82 L.J. Smith Offensive Linemen - 73 Shawn Andrews G/T - 59 Nick Cole C - 79 Todd Herremans T - 67 Jamaal Jackson C/G - 62 Max Jean-Gilles G - 74 Winston Justice T - 69 John Runyan T - 72 Tra Thomas T - 71 Scott Young G Defensive Linemen - 95 Victor Abiamiri DE - 97 Brodrick Bunkley DT - 58 Trent Cole DE/LB - 57 Chris Gokong DE/LB - 90 Darren Howard DE - 93 Jevon Kearse DE - 66 Kimo von Oelhoffen DE/DT - 75 Juqua Parker DE - 98 Mike Patterson DT - 77 LaJuan Ramsey DT - 94 Montae Reagor DT Linebacker - 55 Stewart Bradley - 96 Omar Gaither - 56 Akeem Jordan - 50 Matt McCoy - 51 Takeo Spikes - 52 Pago Togafau Defensive Back - 24 Sheldon Brown CB - 37 Sean Considine SS - 20 Brian Dawkins FS - 35 Nick Graham - 22 Joselio Hanson CB - 27 Quintin Mikell S - 32 Marcus Paschal - 21 Will Peterson - 30 J.R. Reed S Special Team - 2 David Akers K - 46 Jon Dorenbos LS - 6 Sav Rocca P |
| Legenda - I rookie sono in corsivo. - Il primo ruolo è il principale mentre gli eventuali successivi indicano i ruoli secondari. - (IR) sta per Injured Reserve ed indica la lista ristretta per un solo giocatore infortunato che può tornare ad allenarsi dopo la settimana 6 e a rientrare in prima squadra dopo che questa ha giocato 8 partite. - (NF-Inj.) / (NF-Ill.) stanno rispettivamente per Non-Football Injured e Non-Football Illness ed indicano le liste dove viene inserito un giocatore che ha un infortunio o una malattia non dipendente dal football americano. - (PUP) sta per Physically Unable to Perform ed indica la lista dove viene inserito un giocatore mentre è in attesa di recuperare la condizione fisica. Nella stagione regolare dopo la sesta partita giocata dalla propria squadra, il giocatore ha tempo tre settimane per riprendere ad allenarsi, più tre settimane aggiuntive dal suo rientro agli allenamenti per rientrare in prima squadra. |

## Risultati

### Pre-campionato
| Baltimora 13 agosto 2007, ore 19:00 UTC-4 | Philadelphia Eagles | 3 – 29 (0-7 3-6 0-3 0-13) referto | Baltimore Ravens | M&T Bank Stadium (71.060 spett.) |

| Filadelfia 17 agosto 2007, ore 19:00 UTC-4 | Carolina Panthers | 10 – 27 (0-10 3-14 0-3 7-0) referto | Philadelphia Eagles | Lincoln Financial Field (67.415 spett.) |

| Pittsburgh 26 agosto 2007, ore 19:00 UTC-4 | Philadelphia Eagles | 13 – 27 (3-0 0-13 3-7 7-7) referto | Pittsburgh Steelers | Heinz Field (57.215 spett.) |

| Filadelfia 30 agosto 2007, ore 19:30 UTC-4 | New York Jets | 13 – 11 (0-0 3-3 0-0 10-8) referto | Philadelphia Eagles | Lincoln Financial Field (67.562 spett.) |

### Stagione regolare
1ª giornata
| Green Bay 9 settembre 2007, ore 13:00 UTC-4 | Philadelphia Eagles | 13 – 16 (0-10 10-0 3-3 0-3) referto | Green Bay Packers | Lambeau Field (70.598 spett.) |

2ª giornata
| Filadelfia 17 settembre 2007, ore 20:30 UTC-4 | Washington Redskins | 20 – 12 (3-0 7-6 3-3 7-3) referto | Philadelphia Eagles | Lincoln Financial Stadium (67.726 spett.) |

3ª giornata
| Filadelfia 23 settembre 2007, ore 13:00 UTC-4 | Detroit Lions | 21 – 56 (7-21 14-21 0-7 0-7) referto | Philadelphia Eagles | Lincoln Financial Stadium (67.570 spett.) |

4ª giornata
| New York 30 settembre 2007, ore 20:20 UTC-4 | Philadelphia Eagles | 3 – 16 (0-0 0-7 0-9 3-0) referto | New York Giants | Giants Stadium (78.862 spett.) |

5ª giornatariposo
6ª giornata
| New York 14 ottobre 2007, ore 13:00 UTC-4 | Philadelphia Eagles | 16 – 9 (7-3 3-3 6-0 0-3) referto | New York Jets | Giants Stadium (77.189 spett.) |

7ª giornata
| Filadelfia 21 ottobre 2007, ore 15:00 UTC-4 | Chicago Bears | 19 – 16 (0-3 3-6 3-0 13-7) referto | Philadelphia Eagles | Lincoln Financial Stadium (67.806 spett.) |

8ª giornata
| Minneapolis 28 ottobre 2007, ore 13:00 UTC-4 | Philadelphia Eagles | 23 – 16 (3-7 14-3 3-3 3-3) referto | Minnesota Vikings | Hubert H. Humphrey Metrodome (63.019 spett.) |

9ª giornata
| Filadelfia 28 ottobre 2007, ore 20:20 UTC-5 | Dallas Cowboys | 38 – 17 (14-7 7-0 14-3 3-7) referto | Philadelphia Eagles | Lincoln Financial Stadium (67.688 spett.) |

10ª giornata
| Landover 11 novembre 2007, ore 13:00 UTC-5 | Philadelphia Eagles | 33 – 25 (7-0 0-12 6-3 20-10) referto | Washington Redskins | FedExField (90.218 spett.) |

11ª giornata
| Filadelfia 18 novembre 2007, ore 13:00 UTC-5 | Miami Dolphins | 7 – 17 (0-0 7-3 0-7 0-7) referto | Philadelphia Eagles | Lincoln Financial Stadium (68.934 spett.) |

12ª giornata
| Foxborough 25 novembre 2007, ore 20:20 UTC-5 | Philadelphia Eagles | 28 – 31 (7-14 14-10 7-0 0-7) referto | New England Patriots | Gillette Stadium (68.756 spett.) |

13ª giornata
| Filadelfia 2 dicembre 2007, ore 13:00 UTC-5 | Seattle Seahawks | 28 – 24 (14-10 7-7 7-7 0-0) referto | Philadelphia Eagles | Lincoln Financial Stadium (68.445 spett.) |

14ª giornata
| Filadelfia 9 dicembre 2007, ore 13:00 UTC-5 | New York Giants | 16 – 13 (0-7 6-0 10-3 0-3) referto | Philadelphia Eagles | Lincoln Financial Stadium (68.594 spett.) |

15ª giornata
| Irving 16 dicembre 2007, ore 16:15 UTC-5 | Philadelphia Eagles | 10 – 6 (0-0 7-3 0-3 3-0) referto | Dallas Cowboys | Texas Stadium (63.777 spett.) |

16ª giornata
| New Orleans 23 dicembre 2007, ore 13:00 UTC-5 | Philadelphia Eagles | 38 – 23 (21-14 3-3 7-0 7-6) referto | New Orleans Saints | Louisiana Superdome (70.011 spett.) |

17ª giornata
| Filadelfia 30 dicembre 2007, ore 13:00 UTC-5 | Buffalo Bills | 9 – 17 (0-7 3-3 6-7 0-0) referto | Philadelphia Eagles | Lincoln Financial Stadium (68.594 spett.) |

### Play-off
Non qualificati

## Premi

### Partecipanti al Pro Bowl
Al termine della stagione i seguenti giocatori degli Eagles parteciparono al Pro Bowl 2008
- Shawn Andrews
- Trent Cole
- Brian Westbrook

### Eletti All-Pro 2007
Al termine della stagione i seguenti giocatori degli Eagles vennero eletti nella squadra All-Pro del 2007
prima squadra
- Brian Westbrook

seconda squadra
- Shawn Andrews